# VfB Hermsdorf
Der Verein für Bewegungsspiele Hermsdorf (kurz VfB Hermsdorf) ist ein 1899 gegründeter deutscher Sportverein aus Berlin-Hermsdorf mit den Abteilungen Badminton, Basketball, Fußball, Gymnastik, Handball, Kegeln, Leichtathletik, Prellball, Schwimmen, Tennis, Tischtennis und Turnen.

## Geschichte
Als offizielles Gründungsdatum des VfB Hermsdorf wird der 14. Juni 1899 ausgewiesen. Dieses Datum bezieht sich allerdings auf die Gründung des Deutschen Turnverein Theodor Körner Hermsdorf i.M. (in der Mark; Hermsdorf gehörte damals noch nicht zu Berlin) und stellt damit auch das Gründungsdatum der Turnabteilung dar. Am 14. Februar 1906 wurde in Hermsdorf mit dem Turnverein Jahn, Hermsdorf b. Berlin ein weiterer Turnverein gegründet. Beide Turnvereine schlossen sich 1920 zusammen. Als neuer gemeinsamer Name, den man erstmals auch in das Vereinsregister eintragen ließ, wurde Turn- und Sportvereinigung Hermsdorf 1899 e. V. gewählt. Im Zuge der Gleichschaltungsbestrebungen wurde die Turn- und Sportvereinigung im Jahre 1934 mit der Deutschen Turngemeinde Hermsdorf 1908 zur Deutschen Turngemeinde Hermsdorf 1899 e. V. zwangsvereint. Parallel hierzu meldete der zunächst als Tennisclub gegründete Hermsdorfer Sportclub 1906 auch Fußballer, so dass er im Jahr 1916 in den Verein für Bewegungsspiele 1916 umbenannt wurde, welches somit als Gründungsdatum der Fußballabteilung gilt.
Während des Zweiten Weltkriegs kam auch in Hermsdorf der Sportbetrieb vollständig zum Erliegen. Erst nach dessen Ende begannen wieder sportliche Aktivitäten. Mit der Zulassung von Vereinsgründungen durch die Alliierten Besatzungsmächte wurde durch Hermsdorfer Turner, Fußballer und Handballer der Sportverein unter dem Namen Verein für Bewegungsspiele Hermsdorf am 10. Juni 1947 neugegründet und am 1. August 1949 als eingetragener Verein zugelassen. Mit diesem, dem vormaligen Fußballverein entlehnten Namen – kurz VfB Hermsdorf genannt –, wollte man allen zukünftig zu betreibenden Sportarten gerecht werden, und das unter dem ältesten Gründungsjahr einer Hermsdorfer Sportbewegung.

## Fußballabteilung
Die Fußballabteilung des VfB Hermsdorf wurde im Jahr 1916 unter der Bezeichnung Hermsdorfer SC 1916 gegründet. Ab 1919 trat der Verein als VfB Hermsdorf auf, spielte aber stets unterklassig. Lediglich in der Spielzeit 1932/33 agierte der VfB in der zweitklassigen Oberliga Berlin. Eine Teilnahme in der Gauliga Berlin-Brandenburg gelang Hermsdorf nicht.
1945 wurde der Verein aufgelöst und als SG Hermsdorf neu gegründet. In der Sportgruppe flossen auch die Mitglieder der TuS 1899 Hermsdorf ein. Auf sportlicher Ebene gelang dem ab 1947 wieder in VfB Hermsdorf umbenannten Verein der erstmalige Aufstieg in die Amateurliga Berlin, in welcher Hermsdorf für vorerst zehn Spielzeiten aktiv war. Zur Saison 1965/66 wurde die höherklassige Regionalliga Berlin auf 16 Vereine aufgestockt, worauf die Hermsdorfer als Viertplatzierter unter anderem mit dem SC Gatow und dem SC Staaken in die damals zweithöchste deutsche Spielklasse aufstiegen. Die Regionalliga hielt der VfB bis 1968, stieg aber mit lediglich dreizehn Saisonpunkten hinter den BSC Kickers 1900 ab.
Im Sommer 1969 stiegen die Hermsdorfer auch aus der Amateurliga ab, kehrten 1970/71 für ein Jahr zurück und versanken anschließend für mehrere Jahre in den Niederungen des West-Berliner Lokalfußballs. Von 1998 bis zum Abstieg 2016 spielte der VfB Hermsdorf in der Verbandsliga Berlin (inzwischen Berlin-Liga). Größter Erfolg der Vereinsgeschichte war der 2008 erreichte Einzug ins Finale des Berliner Landespokals, in dem Hermsdorf gegen den Oberligisten Tennis Borussia Berlin mit 0:2 unterlag.
Heimstätte der Fußballabteilung des Vereins ist die Sportanlage Seebadstraße, die 2000 Zuschauern Platz bietet.

### Statistik
- Teilnahme Amateurliga Berlin: 1955/56 bis 1964/65
- Teilnahme Regionalliga Berlin: 1965/66 bis 1967/68
- Teilnahme Verbandsliga Berlin: 1998/99 bis 2015/16
- Berliner Hallenmeister 2004, 2010
- Finalist Berliner Landespokal: 2007/08
- Halbfinalist Berliner Landespokal 2008/09
- Ewige Tabelle der Berlin-Liga: 6. Platz

### Personen
- Desirée Schumann, Torhüterin in der Frauen-Bundesliga, U19 und U20 Frauennationalmannschaft, begann ihre Laufbahn beim VfB Hermsdorf.